# Зузана Гейнова
Зузана Гейнова  (чеськ. Zuzana Hejnová, 19 грудня 1986) — чеська легкоатлетка, олімпійська медалістка, чемпіонка світу, медалістка чемпіонату Європи.

## Виступи на Олімпіадах
| Олімпіада   | Дисципліна                    | Місце |
| ----------- | ----------------------------- | ----- |
| Пекін 2008  | біг на 400 метрів з бар'єрами | 7     |
| Лондон 2012 | біг на 400 метрів з бар'єрами | 3     |
| Лондон 2012 | естафета 4 x 400 метрів       | 7     |